# 루시아 힐
루시아 힐(Lucía Gil, 1998년 5월 29일 ~ )은 스페인의 가수, 배우, 사회자이다.